# GNT
GNT é um canal de televisão por assinatura brasileiro. Foi criado em 10 de novembro de 1991, com o nome de Globosat News Television, um canal que transmitia notícias. Em setembro de 2003, um novo posicionamento orientou seu foco para os assuntos de interesse do universo feminino, com uma programação que oferece entretenimento e informação, sem perder a leveza na abordagem dos mais diversos temas, como comportamento, gastronomia, moda, sexo, séries, documentários e filmes.

## História

### Década de 1990

#### O Começo

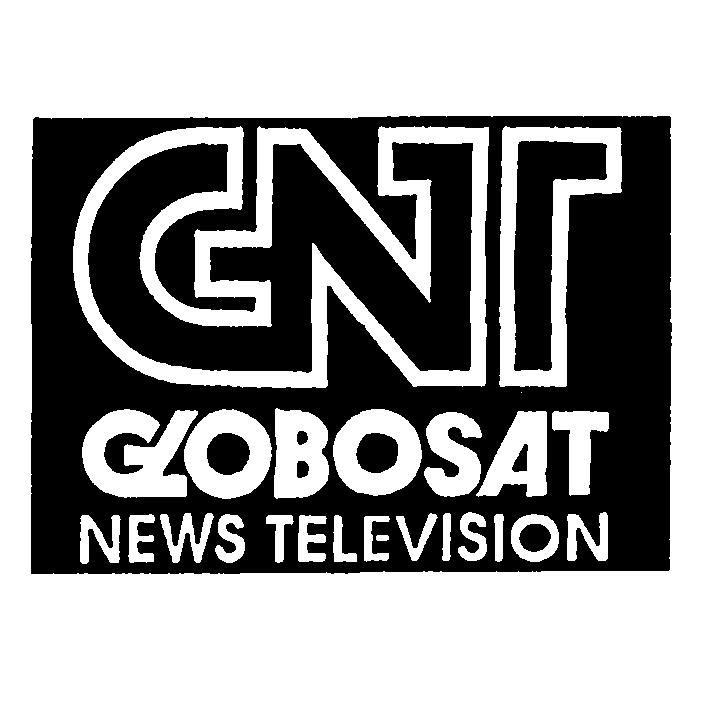
Logotipo do canal até 1996

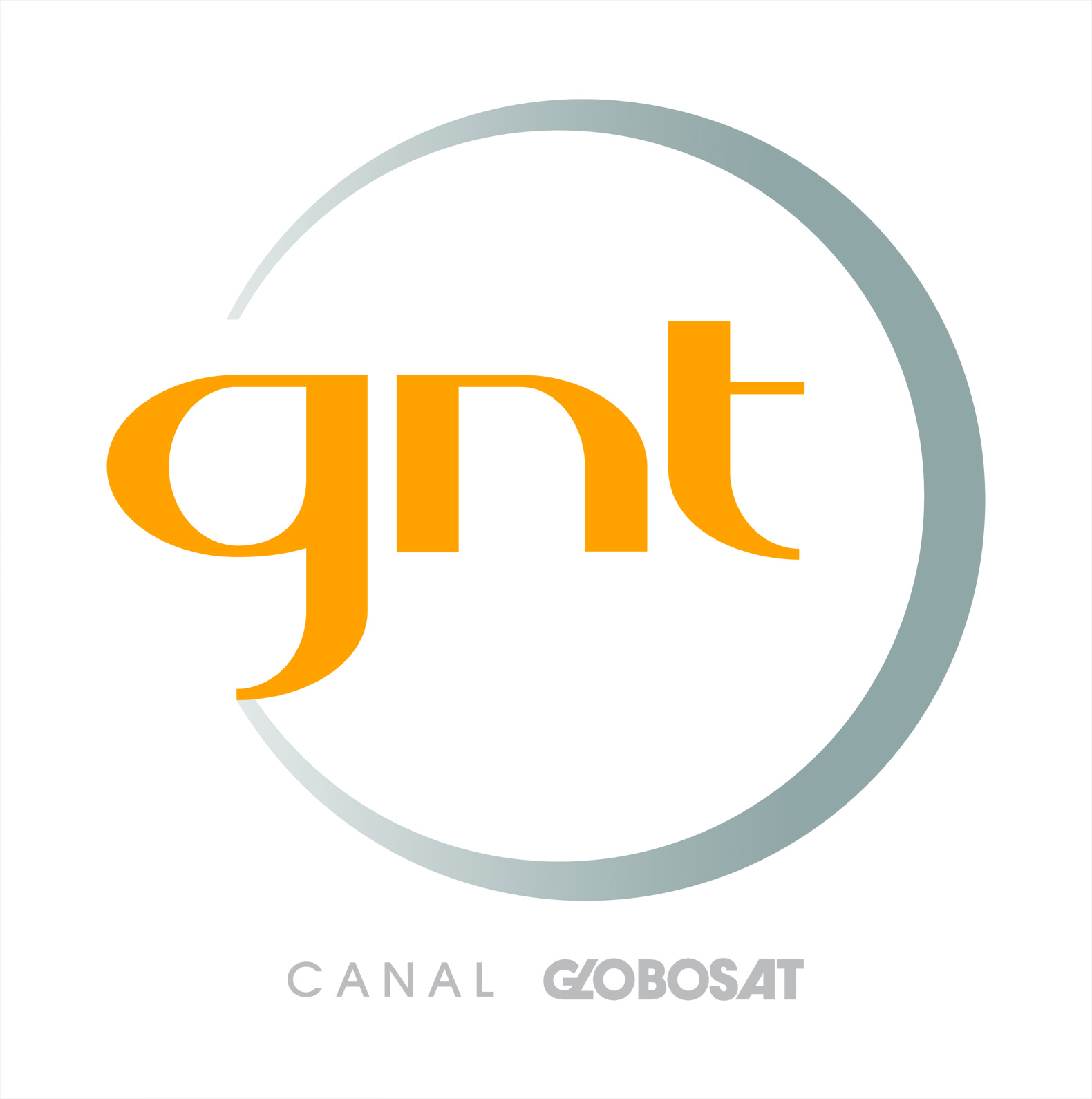
Logotipo do canal até 2011

Entrou no ar em 1991, com o programa Modos, Modas & Manias, programa de moda e comportamento, produzido pela redação do canal a partir de material internacional. Além deste programa, produzido na GNT, o canal investia em nomes consagrados para apresentar seus programas jornalísticos, como Luiz Santoro, Kátia Maranhão e Leda Nagle.

#### 1992
O GNT trouxe o primeiro programa jornalístico da rede americana de TV, CBS: 48 Hours e depois 60 Minutes, também da CBS, é um dos programas jornalísticos mais importantes da TV mundial. Nesse ano, era exibido, em duas edições, manhã e noite, do noticiário O Mundo Hoje, de segunda a sexta, totalmente produzido nos estúdios da Globosat – a apresentação do da noite era de Kátia Maranhão. O canal exibia os noticiários da CNN em inglês.
O canal cobriu, ao vivo, o impeachment do presidente Fernando Collor de Mello.

#### 1993
O GNT cobriu a posse do primeiro mandato de Bill Clinton. Em março do mesmo ano, estreou o Manhattan Connection, com Lucas Mendes, Paulo Francis, Caio Blinder e Nelson Motta. Também eram exibidos os programas franceses da TF1 e France 2 e de produtoras independentes destacando a Capa Presse.
Em julho, estrearam os boletins Cinco Minutos – eram 11 edições diárias com os principais acontecimentos do Brasil e do mundo. Nesse mesmo mês, a CNN saiu da grade do GNT.
Em setembro, para agilizar a cobertura jornalística, o GNT fez um acordo com a Rádio CBN.

#### 1994
Neste ano, o jornalista Paulo Henrique Amorim produziu, para o GNT, um especial sobre Cuba. Em março de 1994, estrearam, na programação do canal, os premiados especiais da National Geographic Society. Em maio, o GNT fez uma cobertura exaustiva da morte do piloto brasileiro Ayrton Senna.

#### 1995
O Modos, Modas & Manias passou a se chamar GNT Fashion – produzido fora, era apresentado pela atriz e modelo Betty Lago. Em junho de 1995, estreou o jornalístico Frontline, produzido pela rede de televisão pública americana PBS.

#### 1996
Em 1996, estrearam programas como: Hipermídia, Dossiê Chatô: O Rei de Brasil, Alternativa: Saúde, Dive Adventures entre outros. A partir daquele ano, o canal passou a contar com nova identidade visual.

#### 1997
A partir de 1997, estreou O Velho: A História de Luiz Carlos Prestes, co-produção com Toni Venturi. A série Sobreviventes do Holocausto (Survivors of the Holocaust), produzido por Steven Spielberg, também foi exibida pelo canal.
Em março, o GNT importou, em regime de urgência, o documentário 'All in the Genes', sobre a clonagem da ovelha Dolly.
Também em 1997, o programa  Manhattan Connection voltou ao ar depois de ficar um mês sem ser exibido no canal por causa da morte de Paulo Francis – inicia-se uma fase de rodízio de convidados: fixos só Lucas Mendes, Nelson Motta e Caio Blinder
Em julho, estreou a segunda fase do Alternativa: Saúde, com uma hora de duração e apresentado por Patrycia Travassos.
O GNT cobriu a morte de Lady Di e importou, em regime de urgência, documentários sobre a vida dela, incluindo imagens do acidente que a matou.
Em dezembro, começou a participação fixa de Arnaldo Jabor no Manhattan Connection.

#### 1998
No ano, estrearam programas como 'Festival O Perigo das Drogas, Revista Europa, Marília Gabriela Entrevista e 500 anos de História do Brasil.
No mesmo dia da morte de Frank Sinatra, o GNT exibiu o documentário Frank Sinatra: A Voz do Século (Sinatra: The Voice of the Century).
Em agosto, alguns programas internacionais do GNT começaram a ser narrados em português, mantendo o som original, com legendas apenas nas entrevistas e nas cenas em que havia um apresentador falando diretamente para a câmera.
Em outubro, ocorreu uma mudança radical na programação do GNT, com a criação de novas faixas e dos intervalos inteligentes.
No mesmo ano , foi lançada a sua versão internacional , o GNT Portugal (atual Globo Now) , que exibia novelas e outros programas da TV Globo e dos canais Globosat. Além disso , o canal era parte da Portusat , que era uma parceria entre o Grupo Globo , a SIC e a PT Multimédia.

#### 1999
Estrearam o novo formato da Revista Europa, programas semanais com meia hora, além de programas como Diário do Olivier, com o padeiro Olivier Anquier, Movimento GNT: violência urbana, Notícias de uma Guerra Particular, Além Mar, Movimento GNT: maternidade, Conexão do Assinante entre outros.

### Década de 2000

#### 2000
Estrearam: Quatro Meninas (Four Little Girls), documentário dirigido por Spike Lee; Filhos de Gandhy; O Brasil é Aqui; Movimento GNT de 2000: a cara do povo brasileiro. O canal ganhou medalha de bronze no New York Festivals para Pierre Fatumbi Verger: Mensageiro entre Dois Mundos.
Em junho, estreou o Programa Martha Stewart (Martha Stewart Living), primeiro programa do GNT totalmente dublado e destinado ao público feminino.

#### 2001
O GNT ganhou nova página na internet e o Alternativa: Saúde, novo formato
Em fevereiro, estreou Late Show with David Letterman. Foi ao ar a primeira edição do Movimento GNT em 2001: Voluntariado e o Movimento GNT em 2001: Violência,  Movimento GNT em 2001: Alternativa: Saúde entre outros movimentos.
Em setembro, o Manhattan Connection e GNT Cidadania Brasil passaram a ser ao vivo
No dia 11 de setembro, o canal cobre os atentados a Nova Iorque e Washington.
Nos meses seguintes, estrearam Mar sem Fim e Os Pantaneiros

#### 2002
O GNT Fashion cobriu a São Paulo Fashion Week e ocorreu uma rearrumação da grade do GNT com a criação das faixas temáticas: Arte e Cultura, Documentários e Séries, Informação e Atualidade, Moda, Saúde e Beleza, e Viagens e Aventura. Em abril, estreou o Saia Justa, com a jornalista Mônica Waldvogel, a roqueira Rita Lee, a atriz Marisa Orth e a escritora Fernanda Young.
Foi exibida uma programação dedicada ao primeiro aniversário dos atentados de 11 de setembro, com destaque para o documentário 9/11 (9/11).
Em setembro, o Marília Gabriela Entrevista chegou ao programa 300 e entrevistou Reynaldo Gianecchini, seu então marido.

#### 2003
Em 2003, ocorreu uma nova arrumação da grade do GNT com os programas de linha começando às 21h e estreia das novas faixas: Celebridades, GNT.Doc, Lanterna Mágica, Papo Cabeça e Pé na Estrada.
A série Tantos Carnavais estreou em fevereiro deste ano.
Em março, o Manhattan Connection reestreou na grade do GNT e comemorou dez anos de existência.
Programas, como Tudo É Possível! (Faking It), o reality show do GNT; Armazém 41; Outdoor Saúde e +D, entraram no ar.

#### 2004
Neste ano, entraram no ar, programas como Gente POP, Beleza Comprada, Contemporâneo, Oi Mundo Afora  , Nós & Eles
 e Mesa pra Dois
Em agosto, o Saia Justa estreou sua segunda formação com Mônica Waldvogel, Fernanda Young, Marisa Orth e Marina Lima.

#### 2005
O GNT ganhou primeiro lugar no Top of Mind entre MM 25-34 anos (pesquisa qualitativa – Antena)
O Saia Justa ganhou nova formação em 2005 (com novo elenco, cenário e vinheta):
Com Mônica Waldvogel, Betty Lago, Luana Piovani e Márcia Tiburi
Em dezembro, o GNT foi eleito o canal de TV por assinatura do Ano (Revista About)

#### 2006
Entrou no ar o Superbonita, com apresentação de Taís Araújo; Irritando Fernanda Young, Sem Controle, 20, 30, 40, Hell´s Kitchen entre outros.
O Saia Justa: ganhou nova formação, agora com cinco integrantes: Mônica Waldvogel, Betty Lago, Márcia Tiburi, Maitê Proença e Ana Carolina.
Em agosto, estreou  Mothern: primeira série de ficção nacional do GNT.
Em dezembro, o canal foi eleito, pelo terceiro ano consecutivo, o canal mais admirado da TV por assinatura.

#### 2007
Em janeiro, houve o  lançamento oficial da Rádio GNT no São Paulo Fashion Week. Fernanda Porto fez o show de lançamento e Paula Lima foi a convidada da rádio.
Em abril, a jornalista e apresentadora Astrid Fontenelle passou a apresentar o primeiro programa diário e ao vivo do canal GNT, a revista eletrônica Happy Hour. Em dezembro do mesmo ano, Astrid resolveu se afastar do programa para cuidar de assuntos pessoais, como a adoção do filho Gabriel. Na temporada de 2008, o programa foi apresentado por Lorena Calabria, porém esta não tinha o mesmo apelo junto aos telespectadores do programa como tinha sua antecessora. Em julho de 2009, Astrid Fontenelle retornou ao comando do programa.
Em setembro, o Alternativa: Saúde estreou nova temporada, com Cynthia Howlett se juntando a Patrycia Travassos na apresentação do programa.

### Década de 2010

#### 2010
No mês de dezembro, o Manhattan Connection anunciou sua mudança para a GloboNews.

#### 2011
No mês de março, o GNT estreou uma nova programação que inclui uma nova marca e identidade visual. Estrearam programas como Duas Histéricas, Vamos Combinar, Decora, Santa Ajuda e Chegadas e Partidas. E o programa "Superbonita" passou a ser apresentado por Luana Piovani, além da estréia no canal do programa The Ellen Degeneres Show.

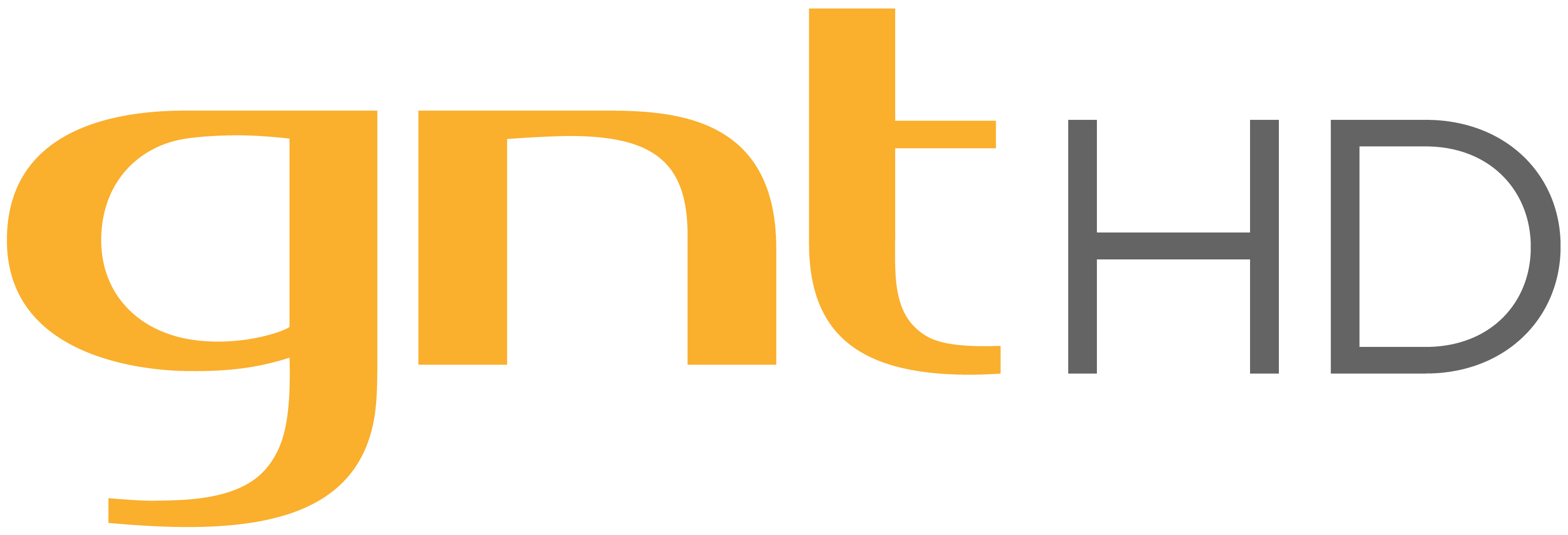
Logotipo da versão HD do canal

No dia 22 de março, entrou no ar o programa Mãe & Cia, sob o comando de Diana Bouth.

#### 2012
Em 24 de agosto, foi lançado a versão  HD do canal.
A emissora foi novamente considerada a mais admirada pelo mercado publicitário.

### Década de 2020

#### 2024
Em 15 de janeiro foi lançada a faixa destinada à dramaturgia com a estreia de Verdades Secretas, obra de Walcyr Carrasco produzida em 2015, pela TV Globo, primeira novela exibida no Canal GNT. De segunda a sexta-feira, à 0h.  A 6ª temporada de The Good Doctor substituiu Verdades Secretas a partir do dia 15 de abril. A novela turca Mãe será exibida a partir do dia 10 de junho, de segunda à sexta, à 0h15.